# 齐怀远
齐怀远（1930年1月6日—2022年1月14日），原名夏雄，男，祖籍湖北鄂城（现鄂州市），生于上海，中华人民共和国外交官。

## 生平
齐怀远祖籍湖北省鄂城县华容镇杨巷夏家庄，生于上海。毕业于哈尔滨外国语专门学校（现黑龙江大学）。1950年，进入中华人民共和国外交部，历任中国驻德意志民主共和国使馆参赞，中国驻德意志联邦共和国使馆参赞、公使衔参赞，1983年从西德调回北京，担任中华人民共和国外交部新闻司司长及第一任外交部新闻发言人。1984年，任外交部部长助理。1986年，升任副部长。1991年，担任国务院外事办公室主任。
2022年1月14日在北京病逝，享年92岁。